# Catalina I de Navarra
Catalina I de Navarra, también conocida como Catalina de Foix (1468 - Mont-de-Marsan, 12 de febrero de 1517), fue reina de Navarra, condesa de Foix y Bigorra, vizcondesa de Bearne y Castellbó.

## Biografía
Hija menor de Gastón de Foix, príncipe de Viana, y de Magdalena de Francia, hermana del rey Luis XI. Era, por tanto, nieta de Gastón IV de Foix casado con la princesa de Viana, y luego reina, Leonor I de Navarra por parte paterna, y del rey Carlos VII de Francia casado con María de Anjou.

### Reina de Navarra y matrimonio con Juan de Albret
La prematura muerte de su hermano mayor Francisco Febo (1483) la convirtió en reina de Navarra bajo la tutela de su madre Magdalena de Francia. Su tío Juan I de Narbona, segundo en orden de sucesión, cuestionando los derechos sucesorios por línea femenina, «aprovechó la oportunidad para renovar sus reclamaciones a la herencia de Foix, y aun llegó a titularse rey de Navarra, enviando sus embajadores al Rey Católico con la pretensión de que lo reconociera como tal (12 marzo).» Juan de Narbona se había ganado la adhesión de su cuñado, el duque de Orleans, futuro Luis XII de Francia, y de su pariente, el duque Francisco de Bretaña; es decir, un grupo de la nobleza que poco después emprendió la llamada guerra loca (1485-1488). Por su parte, tanto Luis XI de Francia como Fernando el Católico desoyeron sus demandas, y ofrecieron mutuamente su apoyo a la reina Catalina.
Esta disputa por el trono entre 1483 a 1492, se vio enmarañada con la reanudación de la Guerra Civil de Navarra entre beaumonteses y agramonteses.
Apremiada por las ambiciones sobre el trono de Navarra, Magdalena de Valois decidió casar a Catalina de 15 años de edad, con Juan de Albret, que provenía de una familia noble en el oeste de Gascuña. El matrimonio tuvo lugar el 14 de junio de 1484 en Lescar; pero la coronación de la joven pareja en Pamplona se aplazó hasta 1494, después de que se firmó un tratado de paz fugaz con Luis de Beaumont, conde de Lerín, y Fernando II de Aragón. Sin embargo, el matrimonio no obtuvo la simpatía del partido navarro beamontés, e incluso el partido agramontés se dividió. Magdalena, la madre de Catalina murió en 1495. De este matrimonio nacieron catorce descendientes siendo una gran parte de ellos nacidos en tierras navarras indicando «la preeminente residencia de la reina en el reino pirenaico» y «evidenciando el valor preponderante que ostentaba Navarra para los soberanos Juan III de Albret y Catalina I de Foix en el conjunto de sus territorios».

Escudo de armas de Catalina de Foix, reina de Navarra.

Catalina de Foix fue una mujer activa en el gobierno del reino de Navarra, donde vivió la mayor parte del tiempo desde su coronación hasta la invasión armada de 1512. Desde Navarra se dirigió políticamente el conjunto de los territorios patrimoniales de Catalina. Además fue el lugar conde nacieron y fueron educados la mayor parte de sus hijos, hasta el momento de la conquista.
Sin saber bien los motivos en 1498, se produjo la expulsión de los judíos de su reino. No hay indicios de ninguna ordenanza de expulsión, lo que resulta extraño, tan extraño como el hecho de haber acogido en 1494 en Navarra a los judíos que habían sido expulsados de Castilla y de Aragón.
La muerte en Medina del Campo de su hija Magdalena, rehén de Fernando el Católico (1504), provocó nuevas guerras entre los monarcas navarros y el conde de Lerín (1506–1508).
La situación política con Luis XII de Francia fue de conflicto continuado hasta 1512, al apoyar el rey francés los intereses del principal enemigo de Catalina, su primo Gastón de Foix. Además, debido a las buenas relaciones entre Catalina y la reina Isabel la Católica, hasta 1504, fecha de la muerte de ésta, y el apoyo de Catalina a Felipe el Hermoso-Juana la Loca (reyes de Castilla) y al emperador Maximiliano I de Austria, las relaciones entre la Casa real de Navarra y la Casa real de Francia fueron de enfrentamiento, existiendo desde 1507 una situación de guerra jurídica entre ambas partes. Esta situación cambió al morir Gastón de Foix, favorito del rey de Francia, en Rávena, en 1512, lo que obligó al soberano francés a cambiar radicalmente su política y procurar un acercamiento a los reyes de Navarra, algo que sucedió en el conocido tratado de Blois.
Unas supuestas negociaciones para casar a su primogénito Enrique, Príncipe de Viana, con una hija de Luis XII de Francia y la firma del tratado de Blois fueron los argumentos políticos (siendo falso lo relativo a acuerdos matrimoniales, ya que no existió ningún proyecto de matrimonio franco-navarro) que esgrimió Fernando II para confiscarle el Vizcondado de Castellbó y enviar a su primo carnal el Duque de Alba a conquistar el Reino de Navarra en 1512. El 25 de julio, Fadrique de Toledo, ocupó Pamplona. La familia real tuvo que huir y buscar refugio en el Bearne.
El 23 de marzo de 1513, las Cortes de Navarra, reunidas en Pamplona y a la que sólo fueron parte de los beaumonteses, proclamaron a Fernando II de Aragón  "Rey de Navarra". Posteriormente en 1515 las Cortes de Castilla en Burgos, sin presencia de ningún navarro como representante, se aceptó que a la muerte de Fernando II de Aragón la Corona de Navarra dejase de estar unida a la Corona de Aragón y se uniese a la Corona de Castilla.
Todos los intentos posteriores por parte de Catalina y Juan de Albret por recuperar su reino fueron inútiles; sólo su hijo, en 1530, logró reinar efectivamente como Rey de Navarra en Baja Navarra o Ultrapuertos, al replegarse el rey Carlos I de España por el difícil control de la zona.

## Homenajes
En Zizur Mayor (Navarra) se encuentra el Colegio Público Catalina de Foix. Aun cuando ya tenía dedicada una vía pública, a finales de 2016 el alcalde de Pamplona (Navarra), Joseba Asirón, sin comunicarlo a la junta de portavoces, le dedicó una de sus principales avenidas, anteriormente denominada Avenida del Ejército. Tras un recurso el Tribunal Administrativo de Navarra revocó en 2017. En 2018, esta vez comunicándolo a la junta de portavoces, procede de nuevo al cambio. En junio de 2019 una de las primeras medidas anunciadas tras el cambio de gobierno local fue deshacer dicha dedicatoria volviendo a quedar sólo la Ronda de Catalina de Foix, cerca del Archivo Real y General de Navarra.

## Ancestros
| Catalina de Navarra | Padre: Gastón de Foix, príncipe de Viana | Abuelo paterno: Gastón IV de Foix       | Bisabuelo paterno: Juan I, Conde de Foix |
| Catalina de Navarra | Padre: Gastón de Foix, príncipe de Viana | Abuelo paterno: Gastón IV de Foix       | Bisabuela paterna: Juana de Albret       |
| Catalina de Navarra | Padre: Gastón de Foix, príncipe de Viana | Abuela paterna: Reina Leonor de Navarra | Bisabuelo paterno: Juan II de Aragón     |
| Catalina de Navarra | Padre: Gastón de Foix, príncipe de Viana | Abuela paterna: Reina Leonor de Navarra | Bisabuela paterna: Blanca I de Navarra   |
| Catalina de Navarra | Madre: Magdalena de Valois               | Abuelo materno: Carlos VII de Francia   | Bisbuelo Materno: Carlos VI de Francia   |
| Catalina de Navarra | Madre: Magdalena de Valois               | Abuelo materno: Carlos VII de Francia   | Bisabuela materna: Isabel de Baviera     |
| Catalina de Navarra | Madre: Magdalena de Valois               | Abuela materna: María de Anjou          | Bisabuelo materno: Luis II de Nápoles    |
| Catalina de Navarra | Madre: Magdalena de Valois               | Abuela materna: María de Anjou          | Bisabuela materno: Violante de Aragón    |